# Фенер (квартал)
Вижте пояснителната страница за други значения на Фенер.
„Фенер“ или по-рядко „Фанар“ (на турски: Fener, на гръцки: Φανάρι, Фанари) е квартал на централния градски район Фатих в Истанбул, Турция. Смята се, че името му идва от фенера, който стоял на една колона в квартала през византийската епоха.
Кварталът е разположен покрай Златния рог на едноименния хълм Фенер между стените на Константин и стените на Теодосий. В квартала има много запазени църкви, синагоги и дървени къщи от византийската и османската епоха на града.
След завладяването на Константинопол през 1453 повечето от православните жители на града се преместват във Фенер. В 1601 година в квартала се пренася и седалището на Вселенската патриаршия, където е и до днес. Катедралната църква на патриаршията е „Свети Георги“. В резултат на това Фенер често се използва в български и в други езици като кратко обозначение на патриаршията. Знатните обитатели на Фенер са наричани фанариоти.
В квартал „Фенер“ е исторически свързан с България. Това е мястото, което обитава българската колония по време на Османската империя, и тук е построен българският храм „Свети Стефан“, известен също като Желязната църква, а молитвеният дом към църквата става първото седалище на Българската екзархия.